# Chaq Mol
Chaq Mol (nacido Bo Karlsson) es un músico sueco conocido por ser el guitarrista rítmico de Dark Funeral, estando en la banda desde 2004 y siendo el tercer miembro más estable de esta. Ha tocado desde el álbum Attera Totus Sanctus en adelante, también tiene un proyecto aparte llamado Mordichrist, en el que ha estado desde 2000. Chaq Mol ha participado además en varios proyectos aparte, tales como Arkham Asylum y Primal Rates, sin embargo, dados los problemas existentes en la banda, terminó por dejarlos.

## Álbumes en vivo
- De Profundis Clamavi Ad Te Domine

## DVD
- Attera Orbis Terrarum Pt.1
- Attera Orbis Terrarum Pt.2

## Mordichrist
- S/T 10" MLP - (2005)
- Dressed In Menace 7" - (2006)

## Otros
- Nefarium - Haeretichristus - (2007)